# Gestekelde sponspootkrab
De gestekelde sponspootkrab (Inachus dorsettensis) is een krab uit de familie Inachidae (vroeger ondergedeeld bij de Majidae), die niet zeldzaam is op enige afstand voor de Nederlandse en Belgische kust.

## Anatomie
De gestekelde sponspootkrab heeft een peervormig, driehoekig carapax, waarvan de grootste breedte maximaal 30 mm bedraagt. Ze bezit gesteelde ogen die terugklapbaar zijn. De rugzijde van de carapax bezit stompe stekels op de afgelijnde gastricale, cardiacale en branchiale regionen. Het gehele lichaam, poten incluis, is bovendien bedekt met korte, rechte en haakvormige setae. De gestekelde sponspootkrab is meestal grijsgeel tot grijsbruin. De voorste rand van het rugschild bezit een kort tweetandig rostrum. De schaarpoten zijn vrij kort en breder dan de slanke pereopoden. Ze camoufleren zich actief met poliepen, sponzen en ander dierlijk en plantaardig materiaal.

## Verspreiding en ecologie
De gestekelde sponspootkrab komt voor op gemengde bodems met stenen, grind of zand, vaak in de nabijheid van zeeanemonen, vanaf de getijdenzone tot op 100 m diepte. Het is een Oost-Atlantische soort die gevonden wordt van het noorden van Noorwegen, tot in Noord-Afrikaanse kustwateren en in Zuid-Afrika.

Ze eten voornamelijk hydroïdpoliepen, borstelwormen, kleine kreeftachtigen, weekdieren, slangsterren, mosdiertjes en zee-egels en in mindere mate algen.